# USS Besugo (SS-321)
Lo USS Besugo (codice e numero d'identificazione SS-321) è stato un sommergibile della United States Navy, appartenente alla classe Balao. Costruito nei cantieri Electric Boat Company di Groton nel Connecticut, venne varato il 27 febbraio 1944 e consegnato alla Marina statunitense il 19 giugno dello stesso anno, giunse a Pearl Harbor il successivo 25 luglio e fu impegnato in varie missioni nello Stretto di Makasar, nel Mar di Giava e nel Mar Cinese Meridionale, nelle quali affondò un sommergibile tedesco, una petroliera giapponese, una fregata e un dragamine.
Tornato al termine della guerra a San Diego in California il 26 settembre 1945, dopo essere stato sottoposto a lavori di manutenzione tornò nel Pacifico, prima a Guam e poi alle Hawaii, dove ebbe la sua base operativa dal 6 maggio 1946 fino ad agosto 1954, quando venne trasferito alla base di San Diego. Posto in riserva il 21 marzo 1958, tornò in servizio il 15 giugno 1965 per essere sottoposto a lavori, al termine dei quali venne ceduto in prestito all'Italia il 31 marzo 1966.
Ribattezzato Francesco Morosini con il nuovo distintivo ottico "S 508", affiancò le due unità gemelle Evangelista Torricelli (S 512) e Alfredo Cappellini (S 507), parimenti cedute dagli americani. I tre battelli prestarono servizio fino al disarmo, avvenuto il 30 novembre 1973. Il 15 novembre 1975, il sommergibile Morosini venne radiato dal Registro italiano navale e restituito agli Stati Uniti che lo vendettero per demolizione alla ditta Nita Perillo Fedele & Alfonso S.p.A. di Genova per 69001,00 $ il 16 aprile 1976.

Il sommergibile in livrea italiana

In precedenza il nome Francesco Morosini era stato dato ad un sommergibile della Regia Marina facente parte della classe Marconi, particolarmente distintosi durante la seconda guerra mondiale nell'Atlantico, andato perduto in data successiva all'8 agosto 1942, quando non si ebbero più sue notizie.